# Лаврово (Клинський район)
Лаврово — село у складі міського поселення Клин Клинського району Московської області Російської Федерації.

## Розташування
Село Лаврово входить до складу міського поселення Клин, воно розташовано на березі річки Липні, на захід від міста Клин, поруч з вулицею Лавровська дорога.
Найближчі населені пункти, Полуханово, Селинське, Давидково. Найближча залізнична станція Стреглово.

## Населення
Станом на 2010 рік у селі проживало 226 людей

## Пам'ятки архітектури
У селі знаходиться пам'ятка історії місцевого значення — братська могила радянських воїнів, які загинули у 1941–1942 рр.

Також у селі збереглася кам'яна церква Святителя Миколая збудована у 1793 році. У Дмитрові є парк, який був висаджений у 18-19 столітті